# 모노그램

그리스도의 모노그램 '라바룸'. 그리스어 'Χριστος'에서의 최초의 문자 'ΧΡ'의 거듭해 맞춤

모노그램 (monogram)은 2개 (보기 드물게 3 이상)의 문자나 자소를 조합한 기호(단지 늘어놓았을 뿐의 것과는 구별된다. 외측선이 있다면 거기에 모방해 변형해야 한다.)이다. 개인이나 단체의 머리 글자로 만들어져 로고타입으로서 사용되는 것이 많다.
예로서 메이저 리그의 뉴욕 양키스가 유니폼에 사용하고 있는 NY마크가 있다. 일본 프로야구에서는 요미우리 자이언츠의 YG, 한신 타이거스의 HT, 주니치 드래건스의 CD 등이 있다. 이전에는 그 밖에 난가이 호크스 (NH), 롯테오리온즈 (LO), 닛폰햄 파이터스 (nh) 등 많은 프로야구 팀이 모노그램을 사용하고 있었다. 장기적으로 보면 프로야구 팀의 모노그램 사용은 감소하고 있지만, 2004년에 중일이 D의 한 글자로 고친 로고 마크를 CD로 되돌려, 2005년에 후쿠오카 소프트뱅크 호크스가 Sh마크를 채용하는 등 부활의 징조도 있다.
모노그램이라는 말 자체는 일본에서는 루이비통을 대표하는 상품 라인 업으로서 알려진다. 창업자 루이비통의 이니셜 'L'와 'V'를 거듭해 맞춘 기하학 문양을 캔버스에 사용하고 있는 것이 특징. 1896년에 처음으로 상품화되었다.

## 같이 보기
- 화압
- 합자
- 투그라
- 모노그래프(monograph)